# آلکاتراز
آلکاتراز (به انگلیسی: Alcatraz) یک سریال تلویزیونی ساخته شده توسط آمریکا می‌باشد که به زودی در شبکه فاکس پخش خواهد شد. از جمله بازیگران این سریال می‌توان به سارا جونز و البته جورج گارسیا اشاره کرد که چندی پیش در نقش هوگو، (هارلی ریس) در سریال تلویزیونی گمشده (لاست) ایفای نقش کرد. نمایشنامه قسمت اول این سریال توسط الیزابت سارنف، استیون للین و برایان واین براندت نوشته شده‌است. این سریال به صورت رسمی در تاریخ دهم می۲۰۱۱ توسط شبکه فاکس برای پخش رزرو شد، همچنین همین شبکه در دوم دسامبر ۲۰۱۱ اعلام کرد که این سریال به عنوان یک سریال جایگزین در نیم فصل از شانزدهم ژانویه ۲۰۱۲ پخشش آغاز خواهد شد. قرار است این سریال دوشنبه شب به صورت یک قسمت دو ساعته از ساعت ۲۰ به روی آنتن برود. البته این برنامه‌ریزی در تاریخ بیست سوم ژانویه ۲۰۱۲ که پخش سریال به اسلات ساعت ۹ شب، شبکه فاکس منتقل خواهد شد محدود شود. جزئیات دیگری که می‌توان در رابطه با این سریال بازگو کرد محل فیلم برداری آن است، که شهر سان فرانسیسکو در کالیفرنیا می‌باشد.

## داستان
زمانی که کارآگاه ربکا مدسن (سارا جونز) از پلیس سانفرانسیسکو مأمور می‌شود که به تحقیق دربارهٔ قتلی وحشیانه‌ای بپردازد اثر انگشتی او را به یکی از زندانیان قدیمی زندان الکاتراز (سیلوین) ربط می‌دهد در صورتی که او دو دهه پیش مرده‌است. بدین ترتیب مدسن با آشنایی با سرگرد هوزر (یکی از نگهبان آلکاتراز در سال ۱۹۶۰ میلادی که هنوز زنده است) وارد ماجرایی تازه می‌شود. زندانیان یکی پس از دیگری مجدداً باز می‌گردند و خواسته یا ناخواسته دست به جنایاتی درست شبیه قبل از دستگیری خود می‌زنند. یکی از این زندانیان پدربزرگ خود کاراگاه مدسن است که کلید حل همه معماهای مربوط به این ماجراست.

## تولید
این سریال توسط شرکت تولیدات بونانزا با همکاری کمپانی کهنه کار بد روبات تولید شده‌است. همچنین نکته جالب توجه دیگر این سریال این است که یکی از تهیه کنندگان آن جی. جی. آبرامز تهیه‌کننده چندین و چند سریال پرببیننده دیگر است که به همراه برایان بروک و همچنین نمایشنامه نویسان این سریال بر عهده دارند.

## پخش در دیگر کشورها
سریال همزمان با پخش در ایالات متحده آمریکا در چند کشور دیگر از جمله استرالیا، کانادا، ایتالیا و بریتانیا نیز پخش شد.